# Barleria damarensis
Barleria damarensis är en akantusväxtart som beskrevs av T. Anders.. Barleria damarensis ingår i släktet Barleria och familjen akantusväxter. Inga underarter finns listade i Catalogue of Life.